# Antonina Houbraken
Antonina Houbraken (getauft 31. Mai 1686 in Dordrecht; begraben 12. Dezember 1736 in Amsterdam) war eine niederländische Malerin und Zeichnerin.

## Leben und Werk

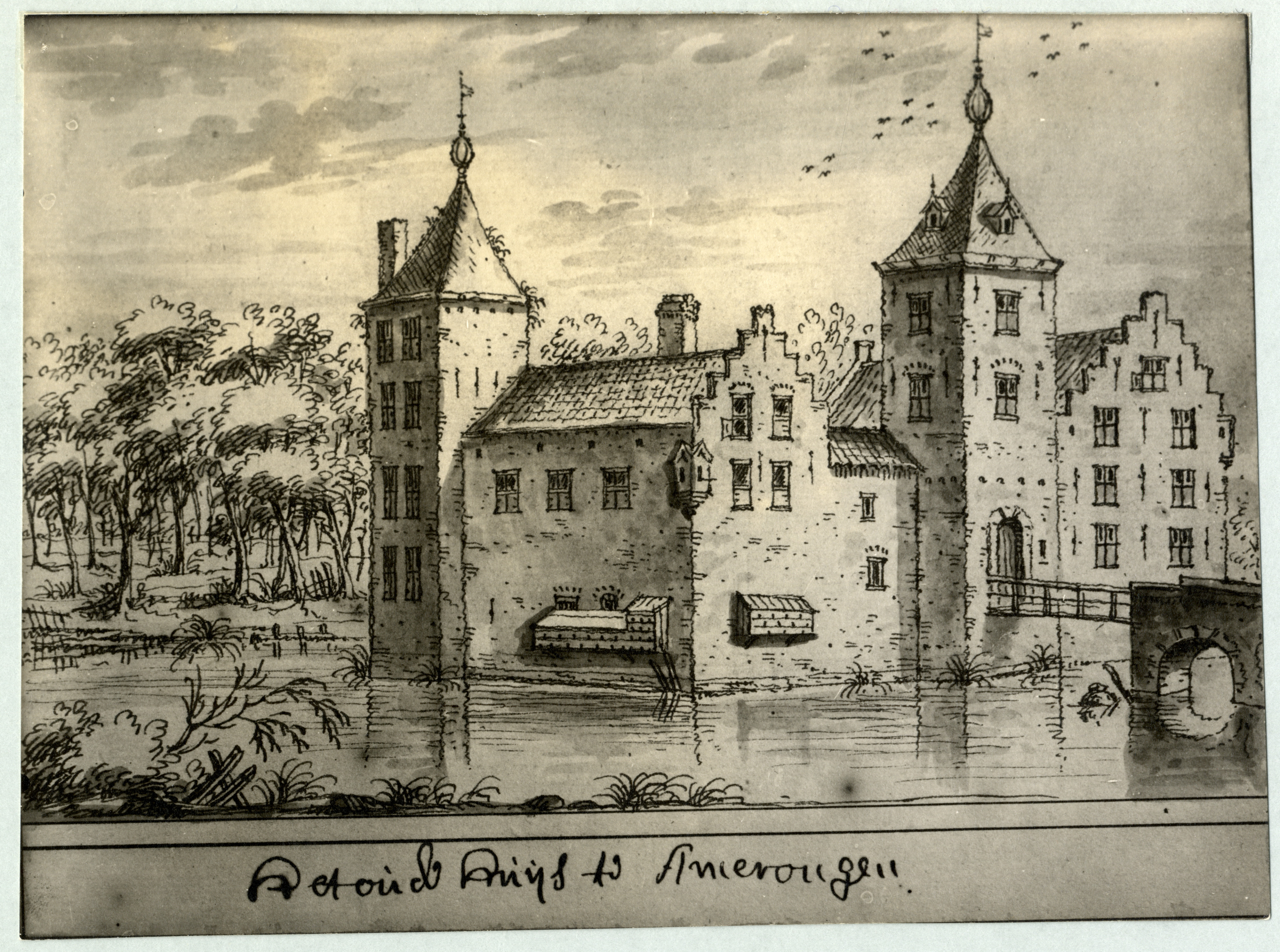
Zeichnung von Schloss Amerongen

Antonina Houbraken wurde am 31. Mai 1686 in Dordrecht geboren. Sie war die Tochter des Malers und Künstlerbiografen Arnold Houbraken (1660–1719) und Sara Sasbout Souburgh (1662–1729). Sie hatte neun Geschwister, von denen auch ihre Schwester Christina (* 1695) Malerin wurde und ihr Bruder Jacobus (1698–1780) Graveur. Auch die anderen Geschwister waren künstlerisch veranlagt. Die Familie zog 1710 von Dordrecht nach Amsterdam. Am 14. Mai 1723 hat sie in Amsterdam den Goldschmied Jacob Stellingwerf (1667–1727) geheiratet. Die Ehe blieb kinderlos.

Zeichnung von Magdalena Moons

Antonina Houbraken arbeitete bevorzugt mit Tusche, Kreide oder Aquarell und spezialisierte sich vor allem auf das grafische Genre mit Porträtzeichnungen, topografischen Ansichten und Titeldrucken. Ein Beispiel für Letzteres ist der Titeldruck für Balthazar Huydecopers Ausgabe von Horaces Criticisms and Letters (1726). Von 1723 bis 1727 fertigte sie topografische Zeichnungen für die Antiquare Andries Schoemaker und seinen Sohn Gerrit an.
Vermutlich signierte Antonina Houbraken seit ihrer Heirat mit Jacobus Stellingwerf ihre Zeichnungen mit J.S., den Initialen ihres Mannes, oder manchmal vollständig mit J. Stellingwerf.f. signierte, ihr Mann selbst unterzeichnete J:St: Ab 1729, dem Jahr, in dem ihr Mann starb, signierte Antonina Houbraken erneut mit ihrem eigenen Namen.
In seinem Artikel „Jacobus Stellingwerf und Antonina Houbraken“ argumentiert Kolkman, dass Antonina nicht im Stil ihres Mannes zeichnete, denn dieser war ursprünglich Goldschmied und kein Zeichner, sondern dass es eher umgekehrt war: vermutlich hatte sie ihn im Zeichnen unterrichtet, so zeichnete er in ihrem Stil. Die charakteristischen Baumblätter von Jacobus beispielsweise sind ihre Blätter, die er ihr nachempfunden hat, etwas gröber und weniger präzise. Die Zahl der topografischen Zeichnungen von Antonina Houbraken kann auf mindestens tausend geschätzt werden.
Nach dem Tod ihres Mannes im Jahr 1727 setzte Houbraken ihre Arbeit für Schoemaker fort und signierte ihre Werke manchmal mit dem Namen ihres Mannes. Sie zeichnete unter anderem Gebäude in Amsterdam wie das Clarissenklooster und die Nieuwe Kerk nach dem Brand im Jahr 1645. Dabei handelt es sich um Fantasie- oder Rekonstruktionszeichnungen. Zu ihrem Werk gehörten auch Porträts berühmter Amsterdamer wie das des Bürgermeisters Cornelis Jan Witsen (1605–1669), des Zeichners, Kupferstechers und Sammlers Simon Schijnvoet (1652–1727) und Joan Corver (1628–1716), Stadtrat und 1715 Bürgermeister. Es gibt eine Zeichnung von ihr für das berühmte Zuchtbuch von Joanna Koerten, die sie wahrscheinlich durch ihren Vater kannte. Die Komposition mit zwei Säulen zu je sechs Kaisermedaillons ist vermutlich einer von Koerten selbst verfassten Schnittkunstzeitschrift aus dem Jahr 1697 entnommen, die genau die gleiche Komposition aufweist. Die Zeitschrift Houbrakens war im 18. Jahrhundert im Besitz von Cornelis Ploos van Amstel. Heute befindet es sich in der Sammlung der Fondation Custodia in Paris.
Als Künstlerin stand Antonina Houbraken zumeist im Schatten ihres berühmten Vaters und ihres Mannes, doch neuere Forschungen stellen auch ihr Werk besser dar. Antonina Houbraken wurde am 12. Dezember 1736 in Amsterdam beigesetzt.